# Triteremella
Triteremella är ett släkte av kvalster. Triteremella ingår i familjen Eremellidae.
Kladogram enligt Catalogue of Life:
| Triteremella | \| \| Triteremella kaszabi \| \| \| \| \| \| Triteremella luisiae \| \| \| \| |
|              | \| \| Triteremella kaszabi \| \| \| \| \| \| Triteremella luisiae \| \| \| \| |
|              | Archeremella                                                                  |
|              |                                                                               |
|              | Eremella                                                                      |
|              |                                                                               |
|              | Licnocepheus                                                                  |
|              |                                                                               |
|              | Triteremella kaszabi                                                          |
|              |                                                                               |
|              | Triteremella luisiae                                                          |
|              |                                                                               |

|  | Triteremella kaszabi |
|  |                      |
|  | Triteremella luisiae |
|  |                      |